# Tia (princesa)
Tia o Tiya (Ṯj3) va ser una princesa egípcia de la XIX Dinastia. Era filla del faraó Seti I i de la reina Tuya i germana del futur Ramsès II. Només apareix en monuments que daten del regnat de Ramsès.
Tia estava casada amb un funcionari que també es deia Tia. La parella tenia dues filles, Mutmetjennefer i una altra, el nom de les quals no ens ha arribat. Aquestes filles apareixen representades a la tomba dels seus pares a Saqqara.

## Biografia
| T | i | A |

| T | i | A |

Va néixer durant el regnat de Horemheb en una família d'origen no reial, abans que el seu avi Paramessu (més tard Ramsès I) ascendís al tron. És possible que rebés el nom de la seva àvia, coneguda com a Sitre. El seu únic germà conegut és el faraó Ramsès II; una princesa més jove anomenada Henutmire era la seva germana o una neboda seva.
Com que no va néixer com a princesa, és una de les poques princeses de la història de l'antic Egipte que es va casar amb algú de fora de la família reial. El seu marit, un escriva reial, també es deia Tia i era fill d'un alt càrrec anomenat Amonuahsu. Tia, fill d'Amonuahsu, va ser el tutor de Ramsès, i va ocupar càrrecs importants més tard durant el seu regnat, ja que va ser supervisor dels tresorers i supervisor del bestiar d'Amon. La princesa Tia, de manera similar a la resta de dones nobles, tenia títols que indiquen que participava en rituals religiososː
- Cantant de Hathor
- Cantant de Re d'Heliòpolis
- Cantant d'Amon, gran en la seva glòria

El matrimoni dels dos Tia es representa en un bloc de pedra, amb la reina Tuya (avui al Museu Reial d'Ontario de Toronto). Un altre bloc de pedra, avui a Chicago, mostra a Tia (el marit) amb el seu pare Amonuahsu, al faraó Seti I i a Ramsès II com a príncep hereu.

## Tomba
El matrimoni va ser enterrat a Saqqara. La tomba es va construir prop de la de Horemheb, i va ser excavada per Geoffrey T. Martin els anys 1982-1984.
La tomba té un pati davanter, un pati principal decorat amb columnes, a més d’una capella i altres estances. Totes les parts de la capella funerària estaven decorades amb relleus. Al darrere també hi havia una petita piràmide. Es podia arribar a les sales de la tomba reals mitjançant un pou i no estaven decorades.